# IC 4022
IC 4022 је појединачна звијезда у сазвјежђу Ловачки пси која се налази на листи објеката дубоког неба у Индекс каталогу.
Деклинација објекта је + 38° 28' 47" а ректасцензија 13h 0m 5,2s.